# Dafiment Banka
Dafiment Banka byla banka, která existovala v 90. letech 20. století v Svazové republice Jugoslávii. Spolu s bankou Jugoskandik se jednalo o finanční instituci, která se podílela na divoké privatizaci jugoslávského hospodářství a financování válek v Bosně a Hercegovině a v Chorvatsku. Banka byla jednou z mnoha institucí, které vznikly v 90. letech v SR Jugoslávii na základě pyramidového schématu. 
Ředitelkou banky se stala Dafina Milanović, podnikatelka blízká Slobodanu Miloševićovi. Poté, co založila na podzim 1991 banku bez jakéhokoliv kapitálu spustila státní televize masivní reklamní kampaň, ve které byla Dafiment Banka prezentována jako instituce, která zajistí obyvatelstvu země bohatství a zhodnocení jejich financí ve výši až 160 %. V několika dalších reklamách pak Milanović tvrdila, že banka expanduje do Irska a na Kypr, a že díky izraelskému strategickému partnerovi brzy otevře obchodní centrum a palác na náměstí Slavija v centru Bělehradu. 
Banka sice přežila pád Jugoskandiku, který byl obdobnou pyramidovou hrou, její prostředky však byly po nedlouhé době převedeny přímo jugoslávské vládě, aby z nich ta mohla financovat obnovu železnic a další nezbytné výdaje, které stát potřeboval. Dne 1. března 1993 následoval pád Dafiment Banky; vkladatelé (150 000 lidí) v ní ztratili okolo 500–600 milionů DM.
V roce 2002 byla Dafina Milanović zatčena na základě mezinárodního zatykače v Zweibrückenu v Německu a souzena v Srbsku. 